# Дуглас (округ, Вашингтон)
Шаблон:StateAbbr_ 47°44′ пн. ш. 119°41′ зх. д. / 47.74° пн. ш. 119.69° зх. д.
О́круг Ду́глас (англ. Douglas County) — округ (графство) у штаті Вашингтон, США. Ідентифікатор округу 53017.

## Історія
Округ утворений 1883 року.

## Демографія
За даними перепису 2000 року загальне населення округу становило 32603 осіб, зокрема міського населення було 22626, а сільського — 9977. Серед мешканців округу чоловіків було 16155, а жінок — 16448. В окрузі було 11726 домогосподарств, 8871 родин, які мешкали в 12944 будинках. Середній розмір родини становив 3,16.
Віковий розподіл населення поданий у таблиці:
| Стать    | До 15 років | 15-21 | 22-29 | 30-39 | 40-49 | 50-65 | 65-85 | Понад 85 |
| -------- | ----------- | ----- | ----- | ----- | ----- | ----- | ----- | -------- |
| Чоловіки | 4079        | 1683  | 1384  | 2210  | 2497  | 2434  | 1699  | 169      |
| Жінки    | 3883        | 1623  | 1423  | 2263  | 2550  | 2436  | 1976  | 294      |

## Суміжні округи
- Оканоган — північ
- Грант — південь
- Кіттітас — південний захід
- Шелан — захід

## Виноски
1. ↑  U.S. Decennial Census. United States Census Bureau. Архів оригіналу за 26 квітня 2015. Процитовано 7 січня 2014.
2. ↑  Historical Census Browser. University of Virginia Library. Архів оригіналу за 11 серпня 2012. Процитовано 7 січня 2014.
3. ↑  Population of Counties by Decennial Census: 1900 to 1990. United States Census Bureau. Архів оригіналу за 2 лютого 2019. Процитовано 7 січня 2014.
4. ↑  Census 2000 PHC-T-4. Ranking Tables for Counties: 1990 and 2000 (PDF). United States Census Bureau. Архів оригіналу (PDF) за 18 грудня 2014. Процитовано 7 січня 2014.
5. ↑  State & County QuickFacts. United States Census Bureau. Архів оригіналу за 7 липня 2011. Процитовано 7 січня 2014.(англ.) Наведено за англійською вікіпедією.
6. ↑  American FactFinder. Бюро перепису населення США. Архів оригіналу за 21 травня 2008. Процитовано 31 січня 2008.

| США | Це незавершена стаття з географії США. Ви можете допомогти проєкту, виправивши або дописавши її. |